# Neusiedl am See
Neusiedl am See (ungarisch Nezsider, kroatisch Niuzalj) ist mit 8885 Einwohnern (Stand: 1. Jänner 2025) bzw. 8.961 Einwohnern (Stand: 1. Jänner 2024) die zweitgrößte Stadt im österreichischen Burgenland. Die Einkaufs- und Schulstadt Neusiedl am See ist zugleich Bezirksvorort (burgenländische Bezeichnung für Bezirkshauptstadt) des Bezirks Neusiedl am See.

## Geografie

### Geografische Lage
Neusiedl am See, in 133 m Seehöhe gelegen, befindet sich am Nordufer des Neusiedler Sees zwischen den Ausläufern des Leithagebirges und der Parndorfer Platte. Das Gemeindegebiet ist durch die umliegenden Weingärten sowie durch den Kalvarienberg und das Lehm-Massiv Taborberg geprägt.
650 ha des Stadtgebietes liegen im Nationalparkgebiet Zitzmannsdorfer Wiesen.

### Gemeindegliederung
Einziger Ort ist Neusiedl am See, welcher auch die Ortsteile Refugium, Seemuseum und Segelhafen West inkludiert.

### Nachbargemeinden
| Jois                       | Parndorf                                    | Zurndorf      |
| Winden am See              | Kompassrose, die auf Nachbargemeinden zeigt | Weiden am See |
| Bezirk Eisenstadt-Umgebung | Podersdorf am See                           | Gols          |

Die Gemeinde Weiden am See trennt das Gemeindegebiet von Neusiedl. Der Bezirk Eisenstadt-Umgebung grenzt mit den Gemeinden Breitenbrunn, Purbach, Donnerskirchen und Oggau über den Neusiedler See an die Gemeinde.

### Klima
In Neusiedl am See wurde am 8. August 2013 mit einer Höchsttemperatur von 40,3 Grad Celsius ein neuer burgenländischer Temperaturrekord verzeichnet.
|                        | Jan  | Feb  | Mär  | Apr  | Mai  | Jun  | Jul  | Aug  | Sep  | Okt  | Nov  | Dez  |   |       |
| Mittl. Temperatur (°C) | −0,5 | 1,1  | 5,4  | 10,0 | 15,2 | 18,3 | 20,4 | 20,1 | 15,5 | 9,9  | 4,2  | 1,1  | ⌀ | 10,1  |
| Mittl. Tagesmax. (°C)  | 2,6  | 5,1  | 10,6 | 15,7 | 21,2 | 24,0 | 26,3 | 26,2 | 21,2 | 15,1 | 7,7  | 4,0  | ⌀ | 15    |
| Mittl. Tagesmin. (°C)  | −3,0 | −1,8 | 1,7  | 5,4  | 9,9  | 13,0 | 15,0 | 15,1 | 11,4 | 6,5  | 1,7  | −1,3 | ⌀ | 6,2   |
|                        |      |      |      |      |      |      |      |      |      |      |      |      |   |       |
| Niederschlag (mm)      | 32,2 | 28,7 | 37,1 | 42,2 | 61,4 | 64,9 | 63,6 | 63,0 | 49,8 | 43,5 | 47,8 | 40,1 | Σ | 574,3 |
|                        |      |      |      |      |      |      |      |      |      |      |      |      |   |       |
| Sonnenstunden (h/d)    | 2,1  | 3,6  | 4,5  | 6,2  | 7,6  | 7,8  | 8,1  | 7,9  | 6,1  | 4,5  | 2,4  | 1,7  | ⌀ | 5,2   |
|                        |      |      |      |      |      |      |      |      |      |      |      |      |   |       |
| Regentage (d)          | 6,3  | 5,8  | 6,9  | 6,7  | 8,2  | 8,7  | 7,5  | 7,6  | 6,4  | 5,8  | 7,8  | 7,1  | Σ | 84,8  |
|                        |      |      |      |      |      |      |      |      |      |      |      |      |   |       |
| Wassertemperatur (°C)  | 5    | 4    | 4    | 5    | 13   | 19   | 19   | 25   | 22   | 17   | 13   | 7    | ⌀ | 12,8  |

| −3,0 |

| −1,8 |

| 1,7 |

| 5,4 |

| 9,9 |

| 13,0 |

| 15,0 |

| 15,1 |

| 11,4 |

| 6,5 |

| 1,7 |

| −1,3 |

| −3,0 |

| −1,8 |

| 1,7 |

| 5,4 |

| 9,9 |

| 13,0 |

| 15,0 |

| 15,1 |

| 11,4 |

| 6,5 |

| 1,7 |

| −1,3 |

| N i e d e r s c h l a g | 32,2 | 28,7 | 37,1 | 42,2 | 61,4 | 64,9 | 63,6 | 63,0 | 49,8 | 43,5 | 47,8 | 40,1 |
|                         | Jan  | Feb  | Mär  | Apr  | Mai  | Jun  | Jul  | Aug  | Sep  | Okt  | Nov  | Dez  |

## Geschichte

Neusiedl am See mit den Resten der Kuruzzenschanze nördlich des Tabor, um 1873 (Aufnahmeblatt der 3. Landesaufnahme)

Die erste urkundliche Erwähnung von „Sumbotheil“ (dt. Samstagmarkt) stammt aus dem Jahr 1209. Mitte des 13. Jahrhunderts wurde der Ort durch die Mongolen zerstört und um 1282 unter dem Namen „Niusidel“ neu besiedelt. 1517 erhielt Neusiedl das Marktrecht. Die Ortschaft Zitzmannsdorf würde 1529 von Osmanen zerstört und nicht wieder aufgebaut. Neusiedl wurde 1683 im Zuge der Zweiten Türkenbelagerung und 1708 durch die Kuruzen verwüstet. 1926 erhielt Neusiedl am See das Stadtrecht, um welches bereits 1824 vergeblich angesucht worden war.
Der Ort gehörte wie das gesamte Burgenland bis 1920/21 zu Ungarn (Deutsch-Westungarn). Nach Ende des Ersten Weltkriegs wurde nach zähen Verhandlungen Deutsch-Westungarn in den Verträgen von St. Germain und Trianon 1919 Österreich zugesprochen. Der Ort gehört seit 1921 zum neu gegründeten Bundesland Burgenland (siehe auch Geschichte des Burgenlandes).
Bis zur Vertreibung im März 1938 lebten etwa dreißig Jüdinnen und Juden in Neusiedl am See. Nur ein jüdischer Bewohner, der Schnittwarenhändler Emmerich Benkö, der sechs Konzentrationslager und den Todesmarsch überlebt hatte, kam 1945 nach Neusiedl zurück, konnte einen Teil des elterlichen Besitzes zurückerlangen und –gesundheitlich schwer geschädigt – sein Geschäft wieder aufbauen. Zwischen Juli 1944 und April 1945 wurden ungarische Juden, darunter auch Frauen und Kinder, als Zwangsarbeiter in einer Ziegelfabrik eingesetzt.

### Bevölkerungsentwicklung
Aufgrund der günstigen Verkehrsanbindung an den Großraum Wien weist die Stadt seit den 1980er Jahren neben Parndorf eine der höchsten Bevölkerungszuwachsraten im Burgenland auf.
Bis 2011 war Oberwart, nach der Landeshauptstadt Eisenstadt, die zweitgrößte Stadt im Burgenland. Nachdem die Einwohnerzahl in Neusiedl am See schneller angestiegen war, war Oberwart fortan nur mehr drittgrößte Stadt im Burgenland. Am 1. Jänner 2023 hatte Burgenlands zweitgrößte Stadt Neusiedl am See 8.948 Einwohner und Einwohnerinnen.
| Neusiedl am See: Einwohnerzahlen von 1869 bis 2025  | Neusiedl am See: Einwohnerzahlen von 1869 bis 2025 | Neusiedl am See: Einwohnerzahlen von 1869 bis 2025 | Neusiedl am See: Einwohnerzahlen von 1869 bis 2025 | Neusiedl am See: Einwohnerzahlen von 1869 bis 2025 |
| --------------------------------------------------- | -------------------------------------------------- | -------------------------------------------------- | -------------------------------------------------- | -------------------------------------------------- |
| Jahr                                                |                                                    |                                                    |                                                    | Einwohner                                          |
| 1869                                                | 1869                                               |                                                    | 2.411                                              | 2.411                                              |
| 1880                                                | 1880                                               |                                                    | 2.843                                              | 2.843                                              |
| 1890                                                | 1890                                               |                                                    | 2.899                                              | 2.899                                              |
| 1900                                                | 1900                                               |                                                    | 3.211                                              | 3.211                                              |
| 1910                                                | 1910                                               |                                                    | 2.898                                              | 2.898                                              |
| 1923                                                | 1923                                               |                                                    | 2.764                                              | 2.764                                              |
| 1934                                                | 1934                                               |                                                    | 3.943                                              | 3.943                                              |
| 1939                                                | 1939                                               |                                                    | 3.616                                              | 3.616                                              |
| 1951                                                | 1951                                               |                                                    | 3.625                                              | 3.625                                              |
| 1961                                                | 1961                                               |                                                    | 3.826                                              | 3.826                                              |
| 1971                                                | 1971                                               |                                                    | 3.999                                              | 3.999                                              |
| 1981                                                | 1981                                               |                                                    | 4.122                                              | 4.122                                              |
| 1991                                                | 1991                                               |                                                    | 4.675                                              | 4.675                                              |
| 2001                                                | 2001                                               |                                                    | 5.584                                              | 5.584                                              |
| 2011                                                | 2011                                               |                                                    | 7.123                                              | 7.123                                              |
| 2021                                                | 2021                                               |                                                    | 8.693                                              | 8.693                                              |
| 2025                                                | 2025                                               |                                                    | 8.885                                              | 8.885                                              |
| Quelle(n): Statistik Austria, Gebietsstand 1.1.2021 |                                                    |                                                    |                                                    |                                                    |

Nach der nationalen Zugehörigkeit zählte Neusiedl 1900 und 1910 etwa ein Viertel magyarische Bevölkerung. Nach Angliederung des Burgenlandes (1923) lag der Anteil der ungarischsprachigen Einwohnerschaft bei 4,5 %. Die Volkszählungen seit 1951 weisen einen entsprechenden Anteil zwischen 0,7 % (1951) und 1,3 % (2001; Wohnbevölkerung mit österreichischer Staatsbürgerschaft) aus.

## Kultur und Sehenswürdigkeiten

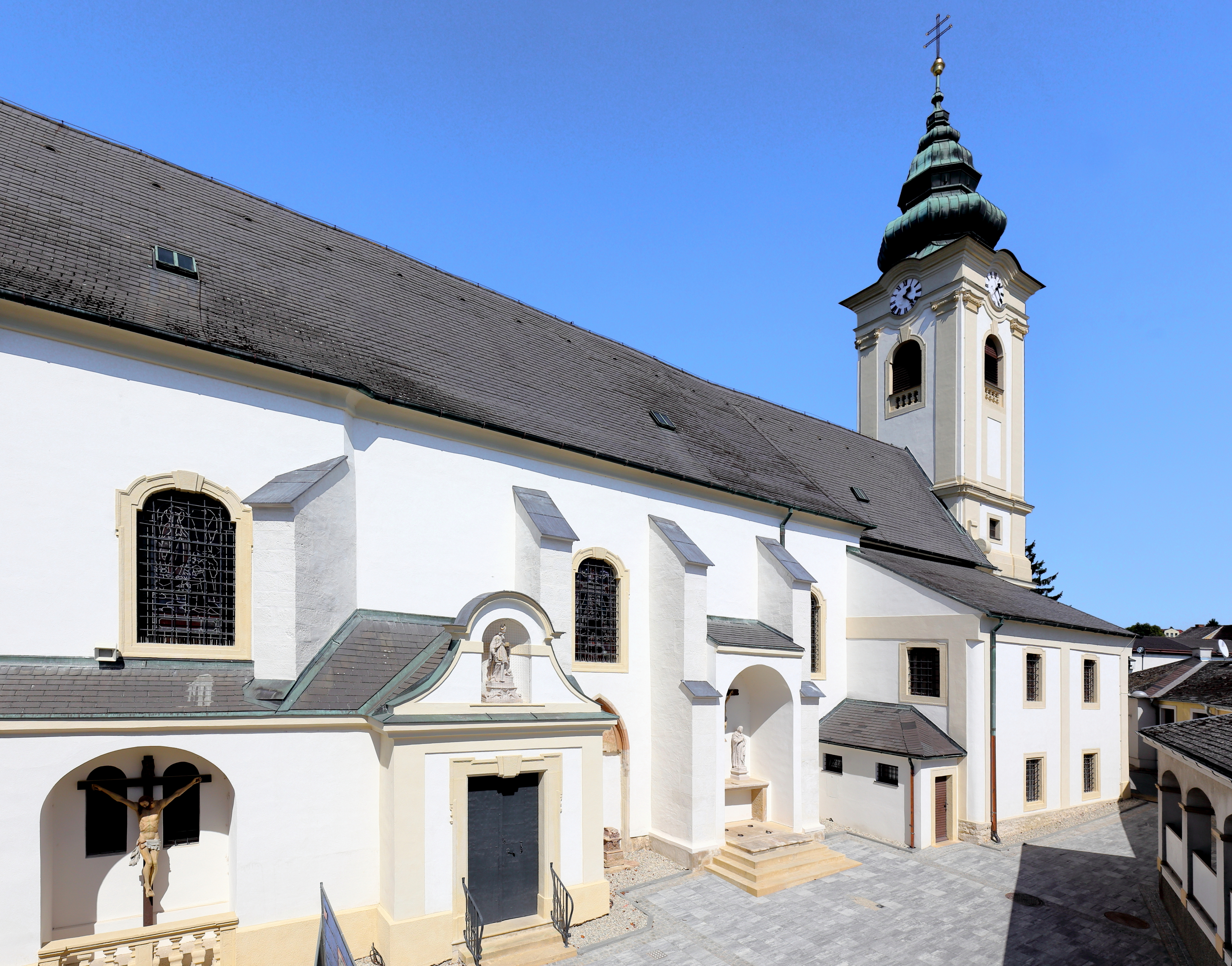
Pfarrkirche Neusiedl am See

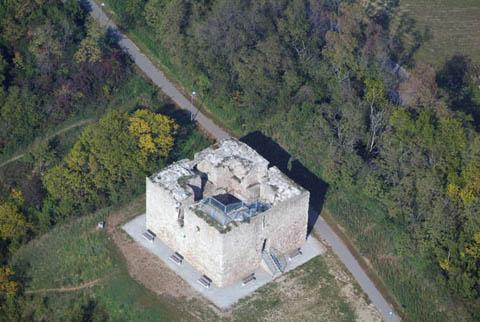
Ruine am Tabor

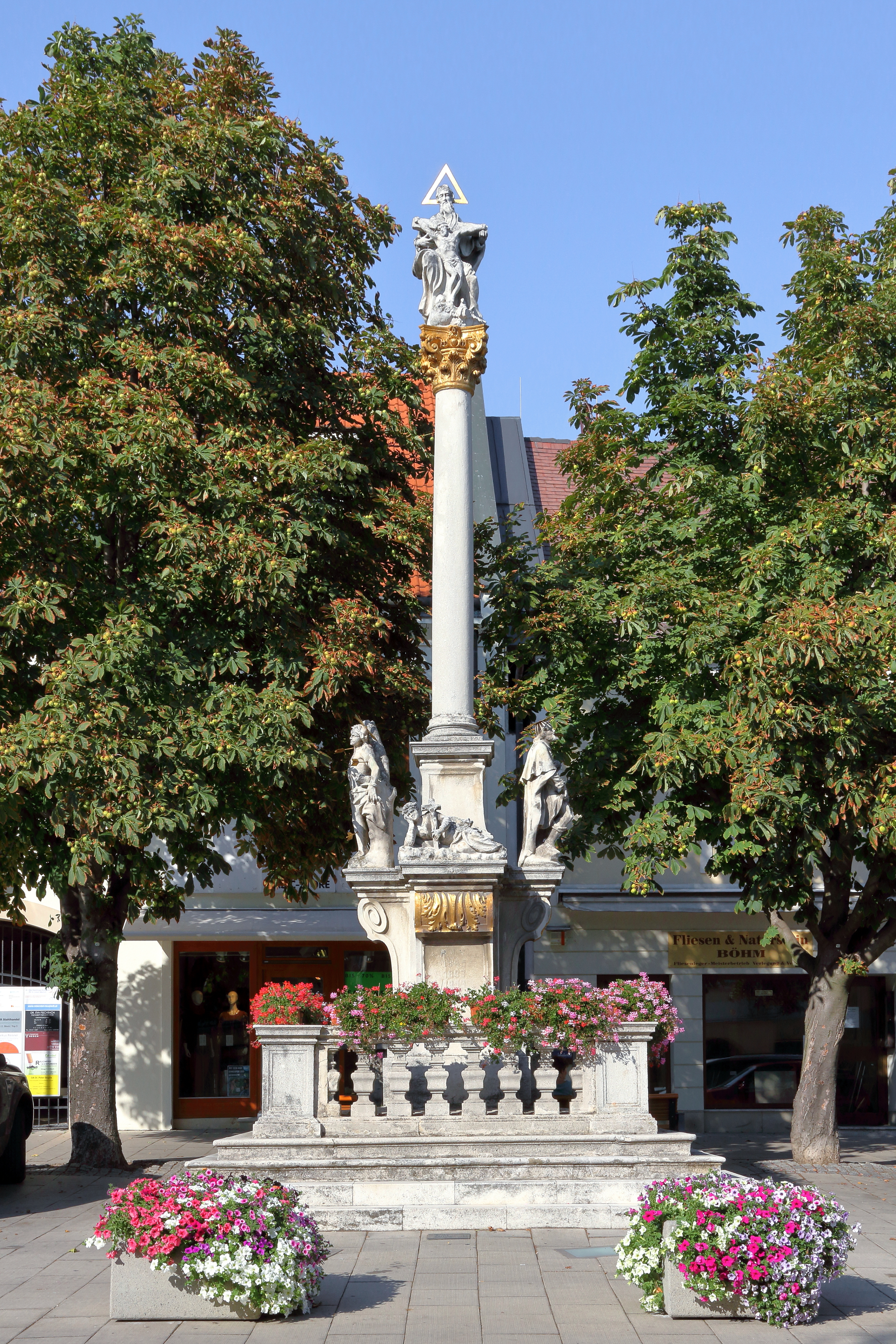
Dreifaltigkeitssäule (Elias Hügel)

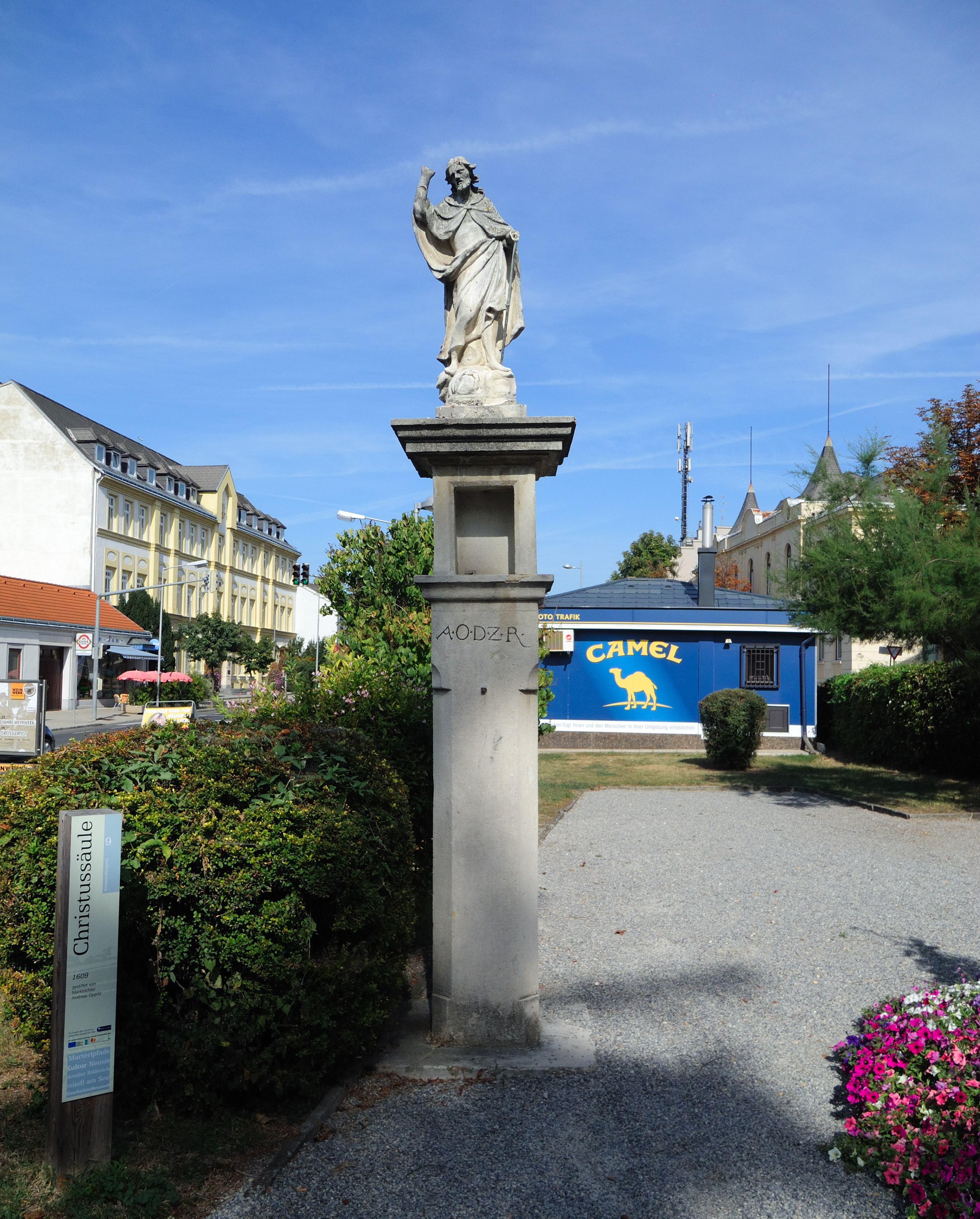
Christussäule

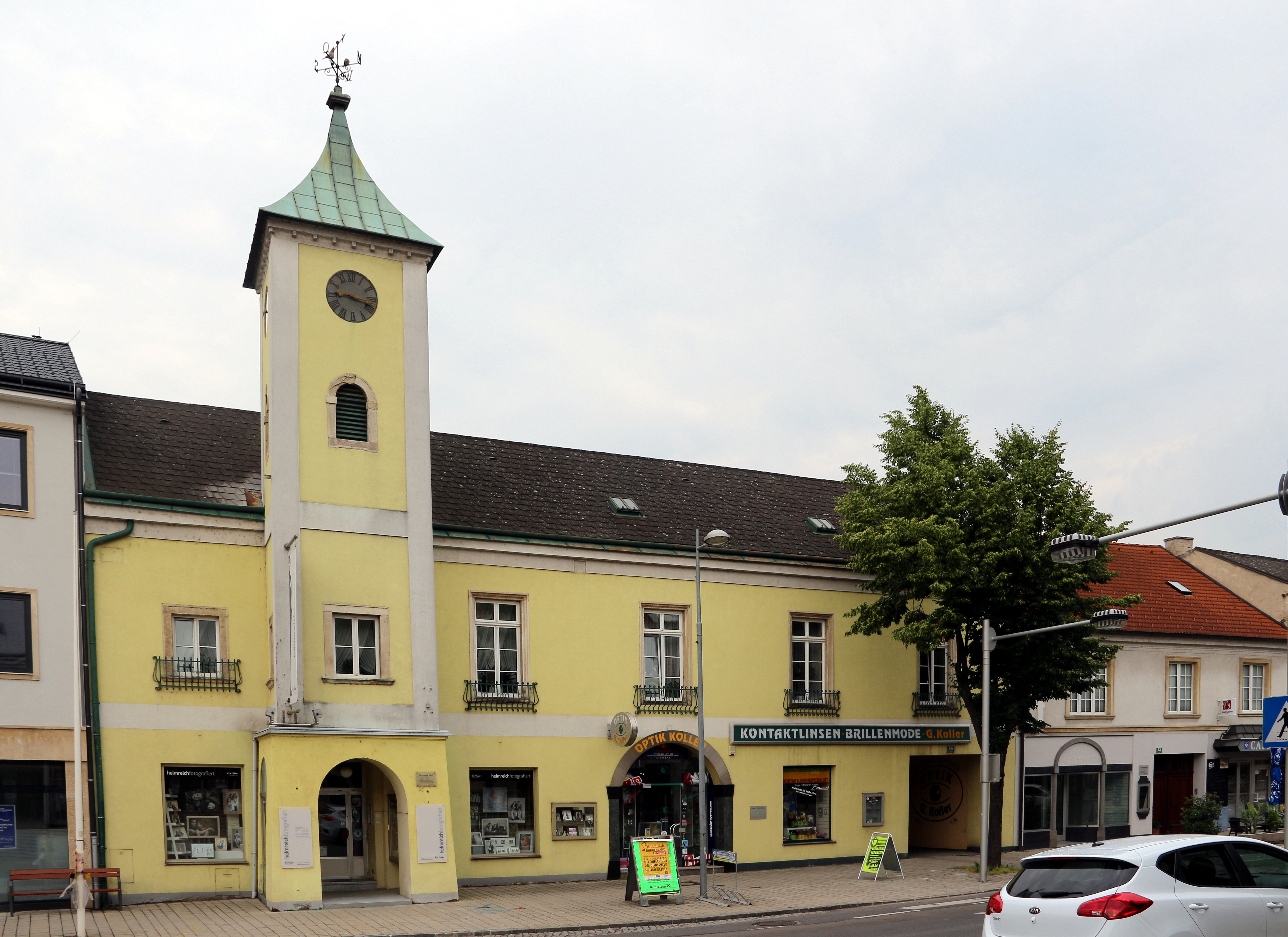
Brennerscher Hof im Stadtzentrum mit Glockenturm

- Pfarrkirche Neusiedl am See: Die Kirche, im Kern gotisch, wurde barockisiert. Die Fischerkanzel stammt aus dem 18. Jahrhundert.
- Dreifaltigkeitssäule: 1713/14 vom Kaisersteinbrucher Steinmetzmeister Elias Hügel aus Kaiserstein errichtet.

.
- Christussäule (1609).
- Tabor-Ruine: am Taborberg gelegene Ruine, vermutlich im 16. Jahrhundert als militärischer Spähturm gegen die Türken errichtet, später südlicher Endpunkt der Kuruzzenschanze (Alte Schanze) im Kampf gegen die Aufständischen unter Franz Rákóczi.
- Schloss Neusiedl, ehemalige Berger-Kaserne.
- Durch Neusiedl am See führt der von Frauenkirchen kommende und bis zur Einbindung in den Jakobsweg Österreich in Haslau-Maria Ellend überwiegend im Burgenland verlaufende Jakobsweg Burgenland.

.

## Wirtschaft und Infrastruktur

### Verkehr
- Straße: Neusiedl am See verfügt über eine Verkehrsanbindung an den Großraum Wien über die Autobahn A4. Zudem ist die Gemeinde Ausgangspunkt der Neusiedler Straße (B 51) und an die Burgenland Straße (B 50) angeschlossen. Im November 2007 wurde die Autobahnverbindung Neusiedl am See–Bratislava eröffnet (A4/A6).
- Bus:  Neusiedl ist außerdem der Knotenpunkt für viele ÖBB-Postbusse und Regionalbusse von Südburg, die allesamt zum Verkehrsverbund Ost-Region (VOR) gehören.
- Bahn: Neben einer Haltestelle der Pannoniabahn befindet sich hier auch der Endbahnhof der Neusiedler Seebahn.
- Geschichte: Mit der Schmalspurbahn zum Neusiedler See besaß die Stadt Neusiedl am See von 1928 bis 1939 eine eigene nicht elektrifizierte Straßenbahnlinie. Von Dezember 2006 bis Juni 2014 hatte Neusiedl am See zudem eine Stadtbuslinie, die unter dem Namen ne’mo (neusiedl mobil) betrieben wurde.

### Ansässige Unternehmen
Neusiedl am See lebt von Weinbau, Tourismus und zahlreichen Gewerbebetrieben. Die Hauptsaison für den Tourismus liegt, bedingt durch das Strandbad, im Sommer, wobei hier überwiegend Besucher aus dem Großraum Wien, aber auch zahlreiche Gäste aus dem süddeutschen Raum die nahe gelegene Möglichkeit zum Schwimmen, Windsurfen, Kitesurfen und Segeln nützen. Vom Frühjahr bis in den Spätherbst hinein ist Neusiedl am See, dank der günstigen Verkehrsanbindung, ein beliebter Ausgangspunkt für Radtouren in der Region Neusiedler See.
In den Wintermonaten sorgt außerdem der für Wochen geschlossen zugefrorene See für zahlreiche Eislauf- und Eissegel-Touristen.
In Neusiedl am See sind zahlreiche Gewerbe- und Handelsunternehmen ansässig. An der Autobahnausfahrt entstand seit dem Ende der 1990er Jahre ein großer Gewerbepark mit einem Technologiezentrum. Unmittelbar an Neusiedl am See angrenzend befindet sich in Parndorf ein Designer Outlet Center mit dutzenden Geschäften von Modemarken. Seit dem dritten Quartal 2006 besitzt Neusiedl am See ein eigenes Shoppingcenter namens „Pannonia“.

### Öffentliche Einrichtungen
Als Bezirkshauptstadt ist Neusiedl am See Sitz eines Bezirksgerichts und der Bezirkshauptmannschaft. Das Arbeitsmarktservice hat ebenfalls in der Stadt seinen Bezirkssitz. Seit dem 19. Jahrhundert befand sich in Neusiedl am See die Berger-Kaserne, die bis Mitte 2006 im Rahmen des Assistenzeinsatzes des Bundesheeres an der ungarischen Grenze genutzt wurde. Mit Ende Juli 2006 wurde die Kaserne jedoch aufgelassen und bis auf den denkmalgeschützten Hauptteil abgetragen, um für Reihenhäuser Platz zu schaffen. Außerdem befindet sich in Neusiedl am See ein Polizei-Posten. Auch die Bezirksstelle des Roten Kreuzes, die von allen Gemeinden des Bezirkes mit dem Rettungsdienst beauftragt wurde, ist in Neusiedl am See ansässig.

### Bildung
Neben einer öffentlichen und einer privaten römisch-katholischen Volksschule sowie einer röm.-kath. Hauptschule befinden sich in Neusiedl am See eine Sporthauptschule, eine Polytechnische Schule sowie das Gymnasium Neusiedl, ein Bundesgymnasium und -realgymnasium. Weitere Schulen sind eine Höhere Lehranstalt für Wirtschaft und Tourismus (Pannoneum), eine Handelsakademie und Handelsschule (Akademie der Wirtschaft), welche 2015 ihr 40-jähriges Jubiläum feierte. Für die jüngsten Mitbewohner der Stadt gibt es vier Gemeindekindergärten (Kindergarten Gartenweg – ehemals röm.-kath. Kindergarten, Kindergarten Am Tabor, Montessori-Kinderhaus, Kindergarten Storchennest).

### Freizeit- und Sportanlagen
Neusiedl am See verfügt über ein neu ausgebautes Strandbad mit Segelzentrum sowie Schulen für Kitesurfen und Windsurfen. Außerdem bietet das Strandbad Beachvolleyball- und Beachsoccerplätze sowie einen Basketballplatz.
Zusätzlich befinden sich in Neusiedl am See ein Hallenbad (mit direkt daneben gelegenem Fun- bzw. Skatepark), eine Tennishalle sowie Outdoor-Tennisplätze, ein Golfplatz, ein Fußballplatz mit Natur- sowie Kunstrasen, eine Petanque-Arena und ein Reithof. Besonders beliebt ist Neusiedl am See auch bei Radfahrern, da es direkt an der Radroute rund um den Neusiedlersee liegt.
Auf Grund der Erfolge im Segelsport bei den Olympischen Sommerspielen 2000 in Sydney wurde in Neusiedl am See ein Bundessportzentrum für die Nachwuchsförderung des Segelsports eingerichtet.
Durch die Gemeinde verlaufen mit dem Zentralalpenweg und dem Burgenland-Weitwanderweg zwei Fernwanderwege.

### Pflegeheim
Die Caritas Burgenland bietet sechzig pflegebedürftigen Menschen Betreuung im Haus St. Nikolaus an.

## Politik

### Gemeinderat

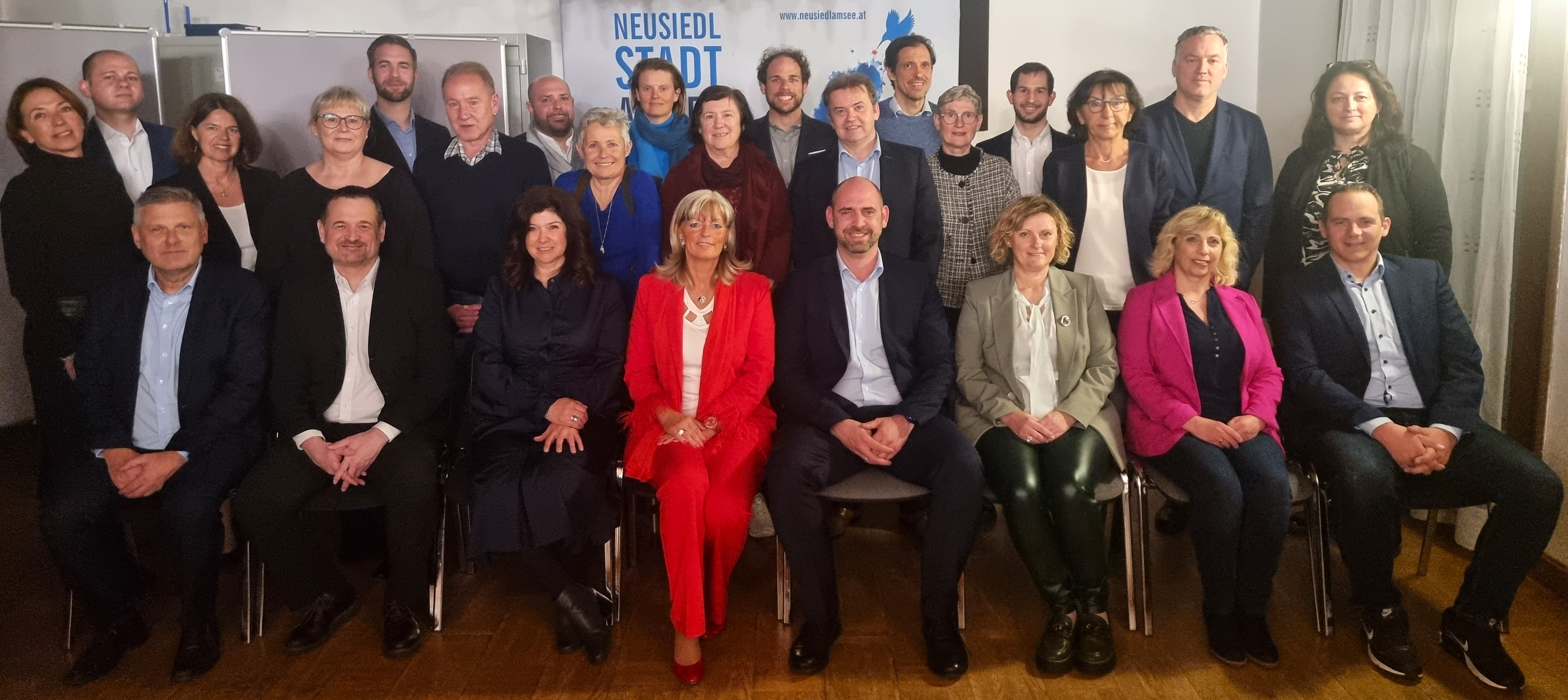
Gemeinderat der Stadtgemeinde Neusiedl am See im Februar 2024. In der Mitte die Bürgermeisterin LAbg. Elisabeth Böhm.

Der Stadtgemeinderat umfasst aufgrund der Einwohnerzahl insgesamt 25 Sitze. Seit Ende 2024 verteilen sich die Sitze wie folgt: SPÖ 12, ÖVP 9, Grüne 2, FPÖ 1 und ein freier Mandatar.
| Partei          | 2022             | 2022             | 2022             | 2017             | 2017             | 2017             | 2012             | 2012             | 2012             | 2007             | 2007             | 2007             | 2002             | 2002             | 2002             | 1997             | 1997             | 1997             |
| Partei          | Sti.             | %                | M.               | Sti.             | %                | M.               | Sti.             | %                | M.               | Sti.             | %                | M.               | Sti.             | %                | M.               | Sti.             | %                | M.               |
| --------------- | ---------------- | ---------------- | ---------------- | ---------------- | ---------------- | ---------------- | ---------------- | ---------------- | ---------------- | ---------------- | ---------------- | ---------------- | ---------------- | ---------------- | ---------------- | ---------------- | ---------------- | ---------------- |
| SPÖ             | 1915             | 44,02            | 12               | 1645             | 37,97            | 10               | 1472             | 38,44            | 10               | 1182             | 33,71            | 8                | 1168             | 38,45            | 9                | 838              | 31,40            | 8                |
| ÖVP             | 1679             | 38,60            | 10               | 1760             | 40,63            | 11               | 1742             | 45,49            | 12               | 1880             | 53,62            | 14               | 1870             | 61,55            | 15               | 1599             | 59,91            | 15               |
| Grüne           | 422              | 9,70             | 2                | 432              | 9,97             | 2                | 413              | 10,79            | 2                | 269              | 7,67             | 2                | nicht kandidiert | nicht kandidiert | nicht kandidiert | nicht kandidiert | nicht kandidiert | nicht kandidiert |
| FPÖ             | 225              | 5,17             | 1                | 345              | 7,96             | 2                | 202              | 5,28             | 1                | 141              | 4,02             | 1                | nicht kandidiert | nicht kandidiert | nicht kandidiert | 232              | 8,69             | 2                |
| MFG             | 109              | 2,51             | 0                | nicht kandidiert | nicht kandidiert | nicht kandidiert | nicht kandidiert | nicht kandidiert | nicht kandidiert | nicht kandidiert | nicht kandidiert | nicht kandidiert | nicht kandidiert | nicht kandidiert | nicht kandidiert | nicht kandidiert | nicht kandidiert | nicht kandidiert |
| NEOS            | nicht kandidiert | nicht kandidiert | nicht kandidiert | 122              | 2,82             | 0                | nicht kandidiert | nicht kandidiert | nicht kandidiert | nicht kandidiert | nicht kandidiert | nicht kandidiert | nicht kandidiert | nicht kandidiert | nicht kandidiert | nicht kandidiert | nicht kandidiert | nicht kandidiert |
| BLN             | nicht kandidiert | nicht kandidiert | nicht kandidiert | 28               | 0,65             | 0                | nicht kandidiert | nicht kandidiert | nicht kandidiert | nicht kandidiert | nicht kandidiert | nicht kandidiert | nicht kandidiert | nicht kandidiert | nicht kandidiert | nicht kandidiert | nicht kandidiert | nicht kandidiert |
| FBL             | nicht kandidiert | nicht kandidiert | nicht kandidiert | nicht kandidiert | nicht kandidiert | nicht kandidiert | nicht kandidiert | nicht kandidiert | nicht kandidiert | 34               | 0,97             | 0                | nicht kandidiert | nicht kandidiert | nicht kandidiert | nicht kandidiert | nicht kandidiert | nicht kandidiert |
| Wahlberechtigte | 7438             | 7438             | 7438             | 6407             | 6407             | 6407             | 5797             | 5797             | 5797             | 5043             | 5043             | 5043             | 4447             | 4447             | 4447             | 4060             | 4060             | 4060             |
| Wahlbeteiligung | 63,39 %          | 63,39 %          | 63,39 %          | 72,87 %          | 72,87 %          | 72,87 %          | 71,40 %          | 71,40 %          | 71,40 %          | 74,92 %          | 74,92 %          | 74,92 %          | 77,56 %          | 77,56 %          | 77,56 %          | 76,13 %          | 76,13 %          | 76,13 %          |

### Bürgermeisterin
Bürgermeisterin der Stadtgemeinde ist seit 9. November 2017 Elisabeth Böhm. Die 1969 geborene Angestellte und gelernte Bankkauffrau ist die erste Sozialdemokratin und die erste Frau in der Geschichte der Stadt, die dieses Amt innehat. Sie setzte sich in der Stichwahl am 29. Oktober 2017 gegenüber dem Kandidaten der ÖVP, Thomas Halbritter, mit 53,81 % der Stimmen durch. Böhm war zuvor ab 2002 als Gemeinderätin, seit 2007 als Stadträtin und seit 2012 als Vizebürgermeisterin tätig. Seit 2012 hat sie zudem den Vorsitz in der Ortspartei. Seit 17. Oktober 2019 ist sie Abgeordnete zum Burgenländischen Landtag. Im November 2021 wurde Böhm als Nachfolgerin von Ingrid Salamon zur Landesvorsitzenden des Österreichischen Städtebundes gewählt.
Bei der Wahl 2022 verteidigte sie mit 51,68 Prozent der Stimmen im ersten Wahlgang das Amt und wurde für eine weitere Periode zur Bürgermeisterin der Stadtgemeinde Neusiedl am See gewählt.
Der Stadtrat umfasst neben Bürgermeisterin Elisabeth Böhm (SPÖ), die erste Vizebürgermeisterin Sabine Nyikos (ÖVP) und den zweiten Vizebürgermeister Stefan Wögerer (SPÖ) sowie Christian Dachs (ÖVP), Isabell Lichtenberger (SPÖ), Thomas Heinrich (ÖVP) und Franz Schneider (SPÖ).

### Chronik der Marktrichter und Bürgermeister
| Jahr | Marktrichter            |
| ---- | ----------------------- |
| 1429 | Georg Hentlinger        |
| 1561 | Sebastian Holzapfel     |
| 1561 | Blasius Schuester       |
| 1563 | Ulrich Penner           |
| 1569 | Lorenz Bernhard         |
| 1578 | Hans Schuester          |
| 1581 | Thomas Schreckhenberger |
| 1588 | Michael Schwär          |
| 1589 | Jeronimus Oppitz        |
| 1592 | Felix Schmidt           |
| 1594 | Barthlme Steyrer        |
| 1595 | Caspar Kopitsch         |
| 1597 | Anton Schildtberger     |
| 1598 | Egidi Häberler          |
| 1599 | Hans Schreiner          |
| 1600 | Blasius Gleichenthell   |
| 1605 | Andre Oppitz            |
| 1621 | Hans Pfeifer            |
| 1621 | Heinrich Schildtperger  |
| 1625 | Peter Preiner           |
| 1630 | Heinrich Schildtperger  |
| 1639 | Hans Artner             |
| 1647 | Paul Weiger             |
| 1648 | Casper Apfel            |
| 1657 | Jacob Kleinhäckl        |

| Jahr | Marktrichter              |
| ---- | ------------------------- |
| 1663 | Peter Floridan            |
| 1666 | Blasy Lentsch             |
| 1668 | Hans Georg Seitz          |
| 1670 | Balthasar Zimmermann      |
| 1671 | Peter Floridan            |
| 1675 | Adam Ferdinand Wittel     |
| 1676 | Mathias Oberndorfer       |
| 1677 | Peter Floridan            |
| 1695 | Johann Gottfried Herdegen |
| 1697 | Martin Schroffer          |
| 1704 | Mathias Schmidt           |
| 1707 | Paul Freidl               |
| 1710 | Johann Paul Freidl        |
| 1711 | Paul Freidl               |
| 1713 | Johann Mözl               |
| 1714 | Ferdinand Zimmermann      |
| 1716 | Johann Leiner             |
| 1717 | Johann Georg Fischbach    |
| 1741 | Josef Knapp               |
| 1743 | Andre Zwick               |
| 1751 | Leopold Mayrhofer         |
| 1759 | Johann Berdozi            |
| 1766 | Josef Pirmann             |
| 1767 | Josef Fröhlich            |

| Jahr | Marktrichter          |
| ---- | --------------------- |
| 1768 | Leopold Mayrhofer     |
| 1784 | Josef Fröhlich        |
| 1787 | Michael Koppitsch     |
| 1792 | Josef Haubner         |
| 1796 | Franz Basel           |
| 1807 | Josef Fux             |
| 1808 | Franz Basel           |
| 1815 | Andreas Semmelrock    |
| 1822 | Joseph Amon           |
| 1833 | Gotthard Prichenfried |
| 1833 | Franz Leiner          |
| 1836 | Mathias Dachs         |
| 1850 | Johann Silbernagl     |
| 1861 | Josef Vollath         |
| 1863 | Michael Leiner        |
| 1865 | Johann Fehr           |
| 1872 | Johann Silbernagl     |
| 1882 | Anton Treppo          |
| 1884 | Johann Amon           |
| 1894 | Paul Prasch           |
| 1894 | Michael Leiner        |
| 1896 | Bela Karsay           |
| 1897 | Anton Treppo          |
| 1906 | Georg Leiner          |

| von                   | bis                   | Bürgermeister           |
| --------------------- | --------------------- | ----------------------- |
| 14. April 1921        | 10. Dezember 1922     | Franz Dinhof            |
| 11. Dezember 1922     | 6. Jänner 1923        | Josef Karner            |
| 7. Jänner 1923        | 10. Juni 1923         | Jakob Kast              |
| 11. Juni 1923         | 12. September 1924    | Adalbert Wolf (GDVP)    |
| 13. September 1924    | 5. November 1924      | Adalbert Horvath        |
| 6. November 1924      | 5. Dezember 1928      | Franz Haider            |
| 6. Dezember 1928      | 6. Jänner 1929        | Michael Leiner          |
| 7. Jänner 1929        | 18. Februar 1930      | Michael Köstner         |
| 5. März 1930          | 3. Dezember 1932      | Anton Horvath (CS)      |
| 4. Dezember 1932      | 30. Mai 1938          | Josef Kast (CS)         |
| 30. Mai 1938          | 6. August 1944        | Josef Meinhardt         |
| 17. September 1944    | 16. Mai 1945          | Stefan Göschl           |
| 17. Mai 1945          | 14. Jänner 1951       | Joseph Kast (ÖVP)       |
| 15. Jänner 1951       | 9. Dezember 1962      | Jakob Mädl (ÖVP)        |
| 10. Dezember 1962     | 14. November 1967     | Nikolaus Titz           |
| 14. November 1967     | 19. Jänner 1997       | Johann Halbritter (ÖVP) |
| 28. Jänner 1997       | 8. November 2017      | Kurt Lentsch (ÖVP)      |
| seit 9. November 2017 | seit 9. November 2017 | Elisabeth Böhm (SPÖ)    |
|                       |                       |                         |

### Wappen
Die älteste Form des Stadtwappens stammt von 1592. Es zeigt drei Türme, der mittlere ist höher, nach obenhin verjüngt und trägt ein Spitzdach mit Dachkern sowie im Unter- und Obergeschoß je ein Fenster. Die beiden Seitentürme sind schlanker, fensterlos und tragen ebenfalls ein Spitzdach mit Dachkern. Im Vordergrund ist der See angedeutet. Die Farben sind nicht bekannt.
|  | In späterer Form zeigt das Wappen auf rot signiertem Schild drei mit je einem hohen Rundtor versehene Quadertürme in Silber mit vorspringendem Zinnenkreuz zu je drei Zinnen. Der Mittelturm mit eingesetztem Walmdach ist um eine Zinnenbreite höher, auch das Rundbogentor ist überhöht. Die Seitentürme tragen eingesetzte hohe Spitzdächer. Die Marktfarben waren Silber (Weiß) und Rot. Die neuere Wappenform aus dem vergangenen Jahrhundert zeigt wieder drei Türme mit eingezeichneten, unregelmäßigen Quadern. Alle Türme sind nach obenhin stark verjüngt, die Seitentürme mehr als der Mittelturm. Die Türme tragen auf das Zinnenkreuz aufgesetzte Zeltdächer. Der Mittelturm hat ein Rundtor, die beiden anderen sind rechteckig. Im Obergeschoß hat jeder Turm ein Fensterpaar, diese sind in den Seitentürmen schräg gestellt. Die Farben blieben: Wappenbild Silber, Wappenschild Rot. Die Wappenurkunde ist unbekannt. Seit der Stadterhebung im Jahr 1926 führt Neusiedl am See als Stadtfarben Grün und Weiß. |

### Städtepartnerschaft
Neusiedl am See unterhält seit 1987 eine Städtepartnerschaft mit Deggendorf in Deutschland. Weitere Partnerstädte sind Mosonmagyaróvár (Ungarn) und Pezinok (Slowakei).

## Persönlichkeiten

### Söhne und Töchter der Gemeinde
- Georg Koppitsch (1825–1880), Steinmetzmeister in Kaisersteinbruch
- Adalbert Wolf (1879–1950), Apotheker und Politiker
- Johann Kranitz (1888–1963), Schuhmacher und Politiker
- Anton Horvath (1888–1966), Sattlermeister und Politiker
- Josef Meinhardt (1900–unbekannt), Politiker
- Paul Weiß (1909–1965), Politiker und Schuhmachermeister
- Josef Rittsteuer (1914–2015), Priester und Kirchenhistoriker
- Georg Böhm (1918–1992), Transportunternehmer und Politiker
- Robert Mädl (1939–2011), Bankmanager
- Paul Rittsteuer (* 1947), Politiker
- Jakob Michael Perschy (* 1960), Schriftsteller

### Ehrenbürger und Ehrenbürgerinnen
- Georg Böhm (1918–1992), Politiker und Transportunternehmer
- Sepp Gmasz (2010), burgenländischer Volkskundler, Redakteur und Musiker[20]
- Walter Kaschmitter (2010), Organist und Kantor
- Paul Haider (2022), Obmann der Volkstanzgruppe Neusiedl am See[21]
- Roswitha Knebelreiter (2023), Obfrau des Behindertenförderungsvereins
- Josef Andreas Kamper (2024), Unternehmer und Sportförderer

### Ehrenringträger
- Josef Kast, Bürgermeister (1967)[22]
- Jakob Mädl, Bürgermeister (1967)
- Heinrich Magyar, Schuldirektor (1973)
- Nikolaus Titz, Bürgermeister (1976)
- Hans Haider, Stadtpfarrer (1976)
- Eduard Ehrenreich, Musikschuldirektor (1976)
- Hanns Bousek, Obmann des Union Yacht Clubs (1976)
- Wolfgang Mayrhofer, Olympiasegler (1980)
- Berthold Heckscher, Oberbürgermeister von Deggendorf (1986)
- Dieter Görlitz, Oberbürgermeister von Deggendorf (1986)
- Karl März, Sektionschef (1986)
- Baron Paul Waldbott–Bassenheim, Halbturn (1986)
- Wilhelm Launspach, Oberst in Deggendorf (1988)
- Johannes Kohl, Stadtpfarrer (1993)
- Josef Rittsteuer, Prälat (1996)
- Johann Halbritter, Bürgermeister und Architekt (1997)
- Franz Unger, Stadtpfarrer (2002)
- Andreas Geritzer, Gewinner der Silbermedaille der Olympischen Spiele in Athen (2004)
- Paul Rittsteuer, Landesrat (2005)

### Personen mit Bezug zur Stadt
- Hans Neusidler (1508–1563), Musiker
- Christian Fennesz (* 1962), Musiker
- Thomas Brezina (* 1963), Kinder- und Jugendbuchautor und Fernsehmoderator
- Karin Schäfer (* 1963), Theatermacherin, Regisseurin
- Alexander Petschnig (* 1973), Politiker
- Andreas Spechtl (* 1984), Musiker und Gründungsmitglied der Gruppe Ja, Panik

## Sonstiges
Entente Florale Europe: Die Stadt wurde 2011 mit einer Silbermedaille in der Kategorie Stadt ausgezeichnet.